# Kanton Tourteron
Der Kanton Tourteron war bis 2015 ein französischer Wahlkreis im Arrondissement Vouziers, im Département Ardennes und in der Region Champagne-Ardenne; sein Hauptort (frz.: chef-lieu) war Tourteron. Die landesweiten Änderungen in der Zusammensetzung der Kantone brachten im März 2015 seine Auflösung. Vertreter im Generalrat des Départements war zuletzt Marc Laménie.

## Geografie
Der Kanton Tourteron war 78,74 km² groß und hatte 1310 Einwohner (Stand: 2012).

## Gemeinden
| Gemeinde           | Einwohner (Stand: 2022) | Code postal | Code Insee |
| ------------------ | ----------------------- | ----------- | ---------- |
| Écordal            | 290                     | 08130       | 08151      |
| Guincourt          | 74                      | 08130       | 08204      |
| Jonval             | 89                      | 08130       | 08238      |
| Lametz             | 76                      | 08130       | 08244      |
| Marquigny          | 74                      | 08390       | 08278      |
| Neuville-Day       | 170                     | 08130       | 08321      |
| La Sabotterie      | 128                     | 08130       | 08374      |
| Saint-Loup-Terrier | 179                     | 08130       | 08387      |
| Suzanne            | 56                      | 08130       | 08433      |
| Tourteron          | 178                     | 08130       | 08458      |

## Bevölkerungsentwicklung
| 1962 | 1968 | 1975 | 1982 | 1990 | 1999 | 2012 |
| ---- | ---- | ---- | ---- | ---- | ---- | ---- |
| 1421 | 1616 | 1386 | 1232 | 1187 | 1232 | 1310 |